# ۱۰۰ سال موسیقی متن به انتخاب بفا
۱۰۰ سال… ۱۰۰ موسیقی متن (به انگلیسی: 100 Years of Film Scores) فهرستی است متشکل از ۲۵ عنوان موسیقی فیلم که توسط بنیاد فیلم آمریکا (بفا) در سال ۲۰۰۵ میلادی تهیه شد و انتشار یافت. این فهرست بخشی است از فهرست‌های مجموعه‌های ۱۰۰ سال به انتخاب بفا است که ۲۵ موسیقی برتر تاریخ سینما را به انتخاب اعضای این سازمان نشان می‌دهد.
جان ویلیامز، با سه فیلم (آرواره‌ها، ای. تی، و جنگ ستارگان)، بیش‌ترین تعداد فیلم را، و چهار موسیقی‌ساز دیگر (مکس اشتاینر، المر برنستاین، جری گلدسمیت، و برنارد هرمان)، هرکدام با دو فیلم، بعد از او قرار می‌گیرند. سایر موسیقی‌سازها هرکدام یک فیلم در فهرست دارند.

## فهرست

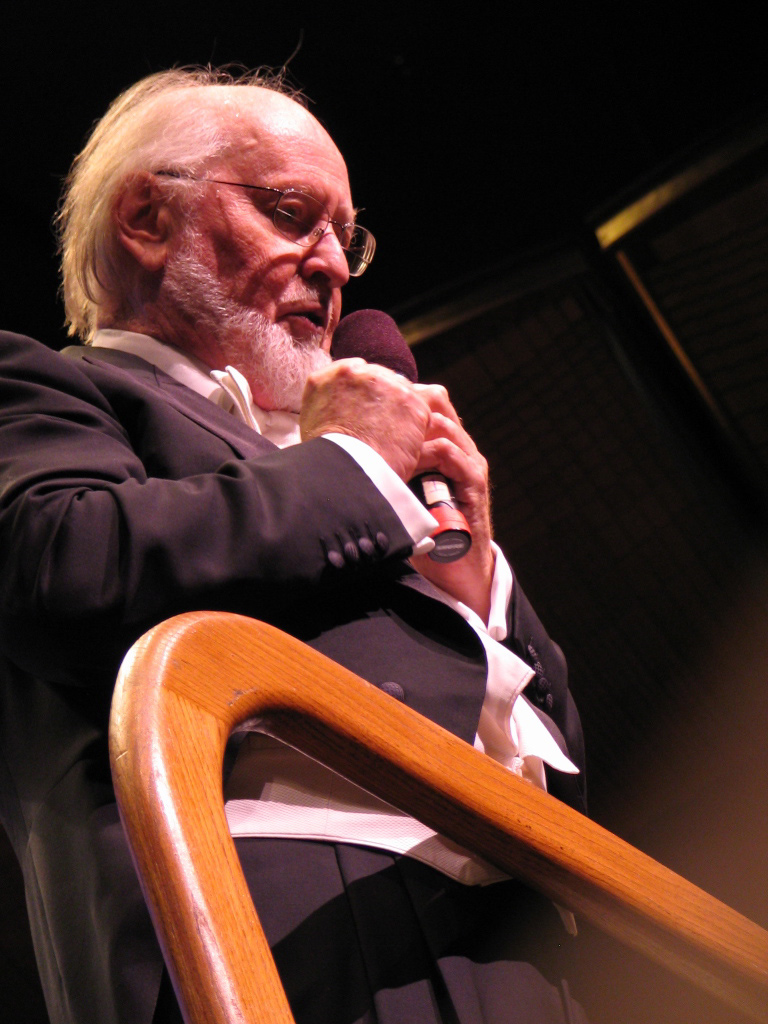
از بین ۲۵ فیلم، موسیقی متن سه تا از آن‌ها را جان ویلیامز ساخته‌است.

از بین ۲۵ فیلم، موسیقی متن دو تا از آن‌ها را ماکس اشتاینر ساخته‌است.

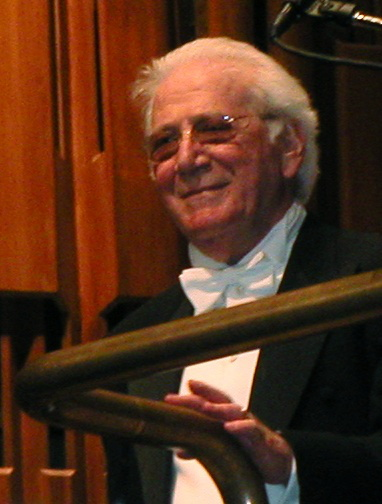
از بین ۲۵ فیلم، موسیقی متن دوتا از آن‌ها را جری گلدسمیت ساخته‌است.

| #  | نام فیلم              | نام سازندهٔ موسیقی      |
| -- | --------------------- | ---------------------- |
| ۱  | جنگ ستارگان           | جان ویلیامز            |
| ۲  | بربادرفته             | ماکس اشتاینر           |
| ۳  | لورنس عربستان         | موریس ژار              |
| ۴  | روانی                 | برنارد هرمان           |
| ۵  | پدرخوانده             | نینو روتا              |
| ۶  | آرواره‌ها              | جان ویلیامز            |
| ۷  | لورا                  | دیوید راکسین           |
| ۸  | هفت دلاور             | المر برنستاین          |
| ۹  | محلهٔ چینی‌ها           | جری گلدسمیت            |
| ۱۰ | نیمروز                | دمیتری تیومکین         |
| ۱۱ | ماجراهای رابین هود    | اریک ولفگانگ کورنگلد   |
| ۱۲ | سرگیجه                | برنارد هرمان           |
| ۱۳ | کینگ کونگ             | ماکس اشتاینر           |
| ۱۴ | ئی.تی. موجود فرازمینی | جان ویلیامز            |
| ۱۵ | خارج از آفریقا        | جان بری                |
| ۱۶ | سانسِت بلوار           | فرانتس واکسمن          |
| ۱۷ | کشتن مرغ مقلد         | المر برنستاین          |
| ۱۸ | سیارهٔ میمون‌ها         | جری گلدسمیت            |
| ۱۹ | اتوبوسی به نام هوس    | الکس نورث              |
| ۲۰ | پلنگ صورتی            | هنری مانچینی           |
| ۲۱ | بن هور                | میکلوش روژا            |
| ۲۲ | در بارانداز           | لئونارد برنستاین       |
| ۲۳ | مأموریت               | انیو موریکونه          |
| ۲۴ | بر فراز دریاچهٔ طلایی  | دیوید گراسین           |
| ۲۵ | چگونه غرب تسخیر شد    | آلفرد نیومن و کن داربی |